# (72683) 2001 FS64
(72683) 2001 FS64 – planetoida z pasa głównego asteroid okrążająca Słońce w ciągu 4,05 lat w średniej odległości 2,54 j.a. Odkryta 19 marca 2001 roku.